# Ласкос Ι (канонерская лодка)
 Капитан 2-го ранга Ла́скос, Ρ-17 (греч. Αντιπλοίαρχος Λάσκος Ι, Ρ-17), изначально американский PGM-16, до того американский PC 1148 — греческая канонерская лодка. Приняла участие в Гражданской войне в Греции. Принадлежала к группе 24 американских сторожевых артиллерийских катеров типа PGM-9 (англ. PGM-9 class motor gunboats), в свою очередь выделенных из большой серии (343 единицы) американских охотников типа PC-461 (англ. PC-461 class submarine chasers).

## В составе флота США
Канонерская лодка «Капитан 2-го ранга Ласкос» была построена на верфи Consolidated Shipbuilding Corp. Morris Heights, New York. Спуск на воду состоялся в сентябре 1944 года. Вошла в состав американского флота в феврале 1945 года.
Первоначально корабль принадлежал серии охотников класса PC-461, но затем, в числе 24 кораблей серии, прошёл модификацию и был переведен в серию канонерок класса PGM-9 (PGM-9 class motor gunboats).
6 сентября 1947 года, в разгар Гражданской войны в Греции, корабль, в числе ещё 5 однотипных кораблей, был передан королевскому военно-морскому флоту Греции.

## В составе королевского флота Греции
Неофициально корабль был принят греческим флотом в Портсмуте, Вирджиния 24 ноября 1947 года. Греческий флаг был поднят на корабле в Норфолке 11 декабря 1947.
Корабль пришёл на основную базу греческого флота на острове Саламин 11 мая 1948 года.
На официальной церемонии кораблю было присвоен серийный номер Ρ-17(позже Ρ-53 и Ρ-30) и имя «Капитан 2-го ранга Ласкос» (Β.Π. Κ/Φ Αντιπλοίαρχος Λάσκος), в честь командира подводной лодки «Кацонис (Υ-1) » Василиса Ласкоса, погибшего вместе со своим экипажем в морском бою между островом Скиатос и горой Пелион 14 сентября 1943 года.
Одновременно королевский флот принял ещё 5 однотипных корабля: «Блессас», «Пезопулос», «Мелетопулос», «Хадзиконстандис» и «Арсланоглу».
Все канонерские лодки серии, в силу изрезанности береговой линии Греции, были задействованы для огневой поддержки королевской армии, в военных действиях против партизан Демократической армии.
По окончании гражданской войны канонерки серии использовались для патрулирования вокруг островов восточной части Эгейского моря и Додеканеса.
В декабре 1952 года корабль сел на мель в заливе Плати, остров Лемнос. Был снят с мели, прошёл ремонт и снова введён в состав флота.
В 1963 году, после первых проявлений турецкой угрозы против Кипра, со всех кораблей серии было снято спаренное орудие и на его место была установлена многоствольная бомбомётная установка Хеджхог. Одновременно, корабли серии были оборудованы сонарами, глубинными бомбами и торпедными установками.
Канонерская лодка Ласкос прослужила на греческом флоте до 31 июля 1970 года, когда была выведена из состава флота.
В дальнейшем, в 1977 году, имя капитана Ласкоса было дано ракетному катеру «Ласкос», Ρ-20.